# 동두천역
동두천역(東豆川驛, Dongducheon station)은 경기도 동두천시 동두천동에 있는 수도권 전철 1호선의 전철역이다. 1912년 7월 25일 처음에는 동두천역으로 영업을 시작했다. 이후 1983년 동안역으로 역명을 변경하였다가 2006년 12월 15일 다시 동두천역으로 역명을 환원하였다. 현재는 광역전철이 운행되며 여객, 화물, 승차권발매 등의 업무를 담당하고 있다. 심야에 2편성이 주박한다.

## 개요
경원선 수도권 전철 1호선의 전철역 기능을 수행한다. 급행을 포함한 일부 전동차는 이 역에서 시·종착 운행하고, 나머지는 다음역인 소요산역까지 운행한다.
1984년 2월 10일에 동안역(東安驛)으로 역명을 변경했고, 동두천시청과 시가지에서 가까운 어수동역이 동두천역으로 변경되었다. 하지만 이 역에서 종착하는 전동차의 행선안내가 동안보다는 동두천이라는 역명으로 표출되는 것이 대내외적으로 동두천을 알리는 데 효율적일 것이라는 의견이 있어, 기존의 동두천역을 동두천중앙역으로, 기존의 동안역은 동두천역이라는 역명으로 환원하였다.
이 역 이북 구간은 단선이다. 따라서 연천역으로 수도권 전철 1호선이 연장된 후에도 동두천 종착 열차가 모두 소요산 종착으로 변경되지 않으며, 동두천 종착 열차와 소요산 종착 열차는 연천 연장 이후에도 존치됐다.

## 역사
- 1912년 7월 25일 : 동두천역으로 영업 개시[3]
- 1945년 8월 24일 : 38선 분단으로 인하여 일시적으로 경원선 남한 구간의 종착역이 됨
- 1984년 2월 10일 : 시가지 남하로 동안역(東安驛)으로 역명 변경
- 2006년 12월 15일 : 수도권 전철 1호선 연장 개통과 함께 동두천역(東豆川驛)으로 역명 환원[4]
- 2011년 7월 28일 : 2011년 7월 한국 중부 집중호우로 인한 선로 유실로 인하여 통근열차 영업 일시 중지
- 2012년 3월 21일 : 초성철교 완공으로 통근열차 운행 재개와 동시에 편도 기준 1일 6편 감편
- 2012년 7월 1일 : 통근열차 운행 편수 증편
- 2012년 11월 20일 : 신탄리역 - 백마고지역 구간 연장 개통으로 동두천역 - 백마고지역 구간 통근열차 9회 운행, 신탄리역 8회 운행 총 34회 운행
- 2013년 4월 1일 : 백마고지ᆞ신탄리행 매시 정각 출발
- 2014년 8월 1일 : 평화열차(DMZ train) 운행 개시
- 2018년 7월 2일 : 경원선 연천 ~ 백마고지 구간 선로 개량 공사로 인한 통근열차·평화열차 연천역까지 운행.
- 2019년 4월 1일 : 경원선 소요산 ~ 연천 전철화 공사로 인한 운행 일시 중단. 일 46회 대체버스 운행.
- 2023년 12월 16일 : 동두천역 - 연천역 구간 연장 개통.

## 역 구조

### 배선도
소요산역과 동두천역의 배선도는 다음과 같다. 승강장과 맞닿아 있지 않은 선로를 제외한 총 3면 6선 중 수도권 전철이 2면 4선(쌍섬식 승강장), 2번 승강장과 3번 승강장이 본선으로 설정되어 있다. 다만, 의정부역과는 달리 소요산 출발 열차나 급행을 포함한 일부 시·종착 열차는 대부분 2번 승강장에 들어오고, 회차 외에도 소요산발 열차가 1번 승강장에 들어올 때가 가끔 있다. 4번 승강장은 소요산역에서 종착한 열차가 공차 회송하여 주박한다. 출구는 총 2개가 있다. 전철 승강장에 4번 승강장을 제외하고 스크린도어가 설치되어 있다.
1호선 열차는 소요산역에 종착한 열차가 공차로 이 역까지 회송하여 주박한다. 소요산행으로 운행하는 막차 1개 편성과 동두천행으로 운행하는 막차 1개 편성까지 총 2개 편성이 심야에 주박하며, 다음날 다시 소요산역으로 공차 회송하여 소요산발 인천행 열차로 운행하거나 동두천발 인천행 열차로 운행하며, 상행선으로 연천구간도 운행된다.

### 승강장
| ↑보산                      |
| \| １２ \| ３４ \| ５６ \| |
| 소요산↓                    |

| 1~2 | ● 수도권 전철 1호선 | 광운대 · 청량리 · 구로 · 인천 방면 (일반, 급행) |
| 3~4 | ● 수도권 전철 1호선 | 소요산 · 전곡 · 연천 방면                       |
| 5~6 | 미사용              |                                                 |

## 역 주변
1번 출입구
- 동양대학교 북서울캠퍼스
- 미군 2사단
- 소요동행정복지센터
- 소요파출소

2번 출입구
- 동두천지방산업단지
- 동보초등학교
- 신흥중학교
- 신흥고등학교

## 이용객 변동
2006년 자료는 개통일인 2006년 12월 15일부터 12월 31일까지인 17일 기준으로 환산한 것이다.
| 노선  | 노선 | 일평균 인원수 (명/일) | 일평균 인원수 (명/일) | 일평균 인원수 (명/일) | 일평균 인원수 (명/일) | 일평균 인원수 (명/일) | 일평균 인원수 (명/일) | 일평균 인원수 (명/일) | 일평균 인원수 (명/일) | 일평균 인원수 (명/일) | 일평균 인원수 (명/일) | 각주                  | 각주                  | 각주  |
| 노선  | 노선 | 2000년                | 2001년                | 2002년                | 2003년                | 2004년                | 2005년                | 2006년                | 2007년                | 2008년                | 2009년                | 각주                  | 각주                  | 각주  |
| ----- | ---- | --------------------- | --------------------- | --------------------- | --------------------- | --------------------- | --------------------- | --------------------- | --------------------- | --------------------- | --------------------- | --------------------- | --------------------- | ----- |
| 1호선 | 승차 | 미개통                | 미개통                | 미개통                | 미개통                | 미개통                | 미개통                | 2,868                 | 2,938                 | 3,007                 | 3,001                 | [ 7 ]                 | [ 7 ]                 | [ 7 ] |
| 1호선 | 하차 | 미개통                | 미개통                | 미개통                | 미개통                | 미개통                | 미개통                | 2,952                 | 3,351                 | 3,311                 | 3,313                 | [ 7 ]                 | [ 7 ]                 | [ 7 ] |
| 노선  | 노선 | 일평균 인원수 (명/일) | 일평균 인원수 (명/일) | 일평균 인원수 (명/일) | 일평균 인원수 (명/일) | 일평균 인원수 (명/일) | 일평균 인원수 (명/일) | 일평균 인원수 (명/일) | 일평균 인원수 (명/일) | 일평균 인원수 (명/일) | 일평균 인원수 (명/일) | 일평균 인원수 (명/일) | 일평균 인원수 (명/일) | 각주  |
| 노선  | 노선 | 2010년                | 2011년                | 2012년                | 2013년                | 2014년                | 2015년                | 2016년                | 2017년                | 2018년                | 2019년                | 2020년                | 2021년                | 각주  |
| 1호선 | 승차 | 2,915                 | 2,561                 | 2,403                 | 2,552                 | 2,360                 | 2,245                 | 2,282                 | 2,265                 | 2,319                 | 2,333                 | 1,631                 | 1,773                 | [ 7 ] |
| 1호선 | 하차 | 3,129                 | 2,901                 | 2,998                 | 3,355                 | 3,126                 | 2,946                 | 2,927                 | 2,888                 | 2,862                 | 2,858                 | 1,986                 | 2,082                 | [ 7 ] |

## 인접한 역
| 경원선               | 경원선                               | 경원선                               |
| -------------------- | ------------------------------------ | ------------------------------------ |
| 100 소요산 연천 방면 | ● 수도권 전철 1호선 경원-경인선 완행 | 102 보산 인천 방면                   |
| 시·종착역            | ● 수도권 전철 1호선 경원선 급행      | 103 동두천중앙 인천 방면 광운대 방면 |

## 사진

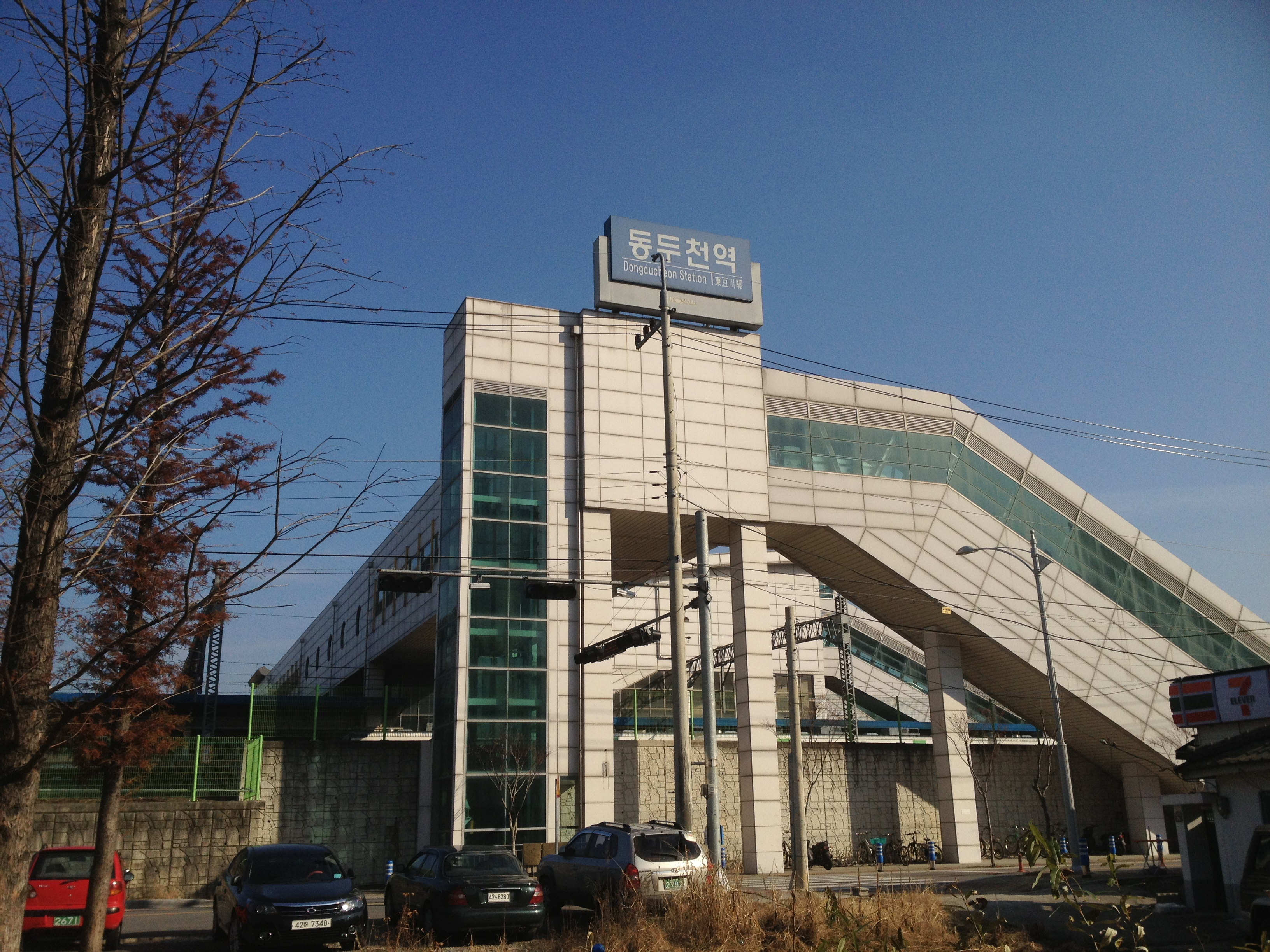
역사 (2번출구쪽)
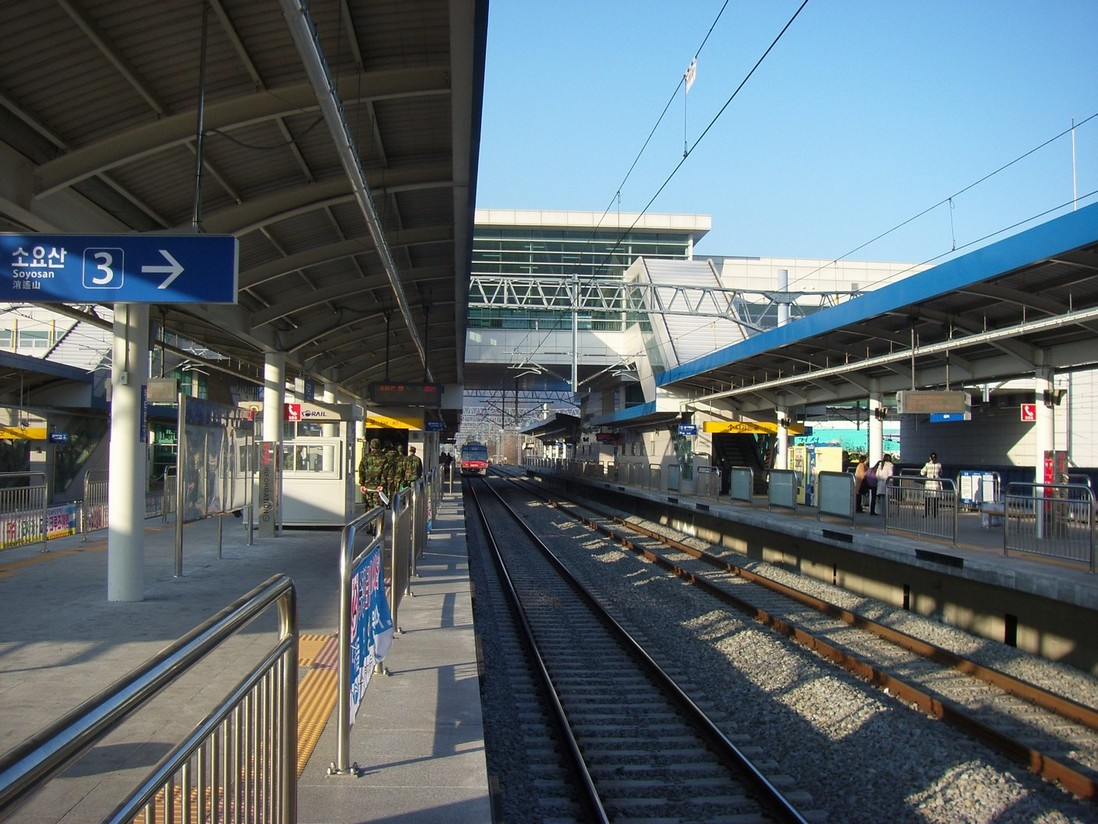
승강장 (스크린도어 설치 전)
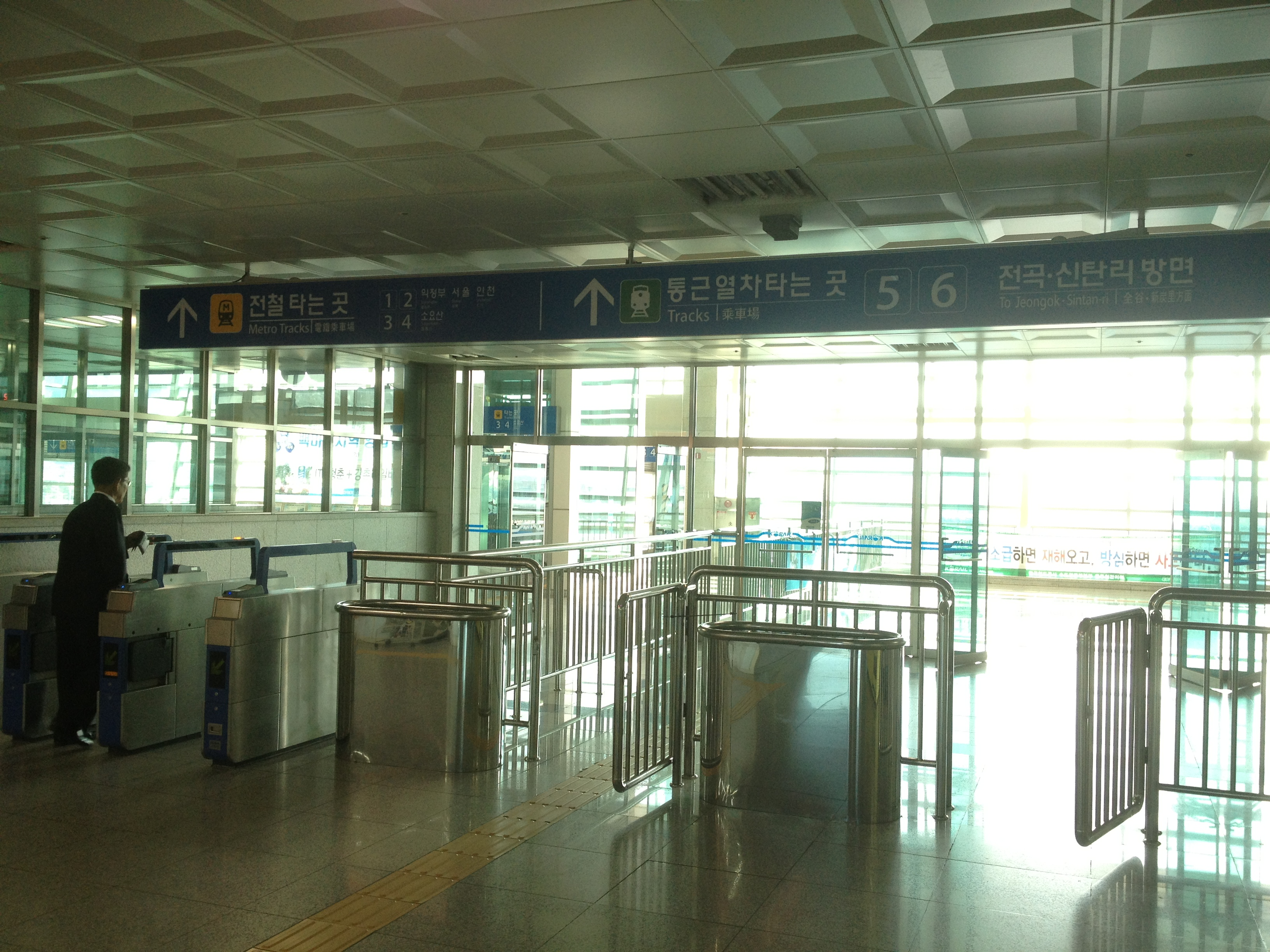
개찰구
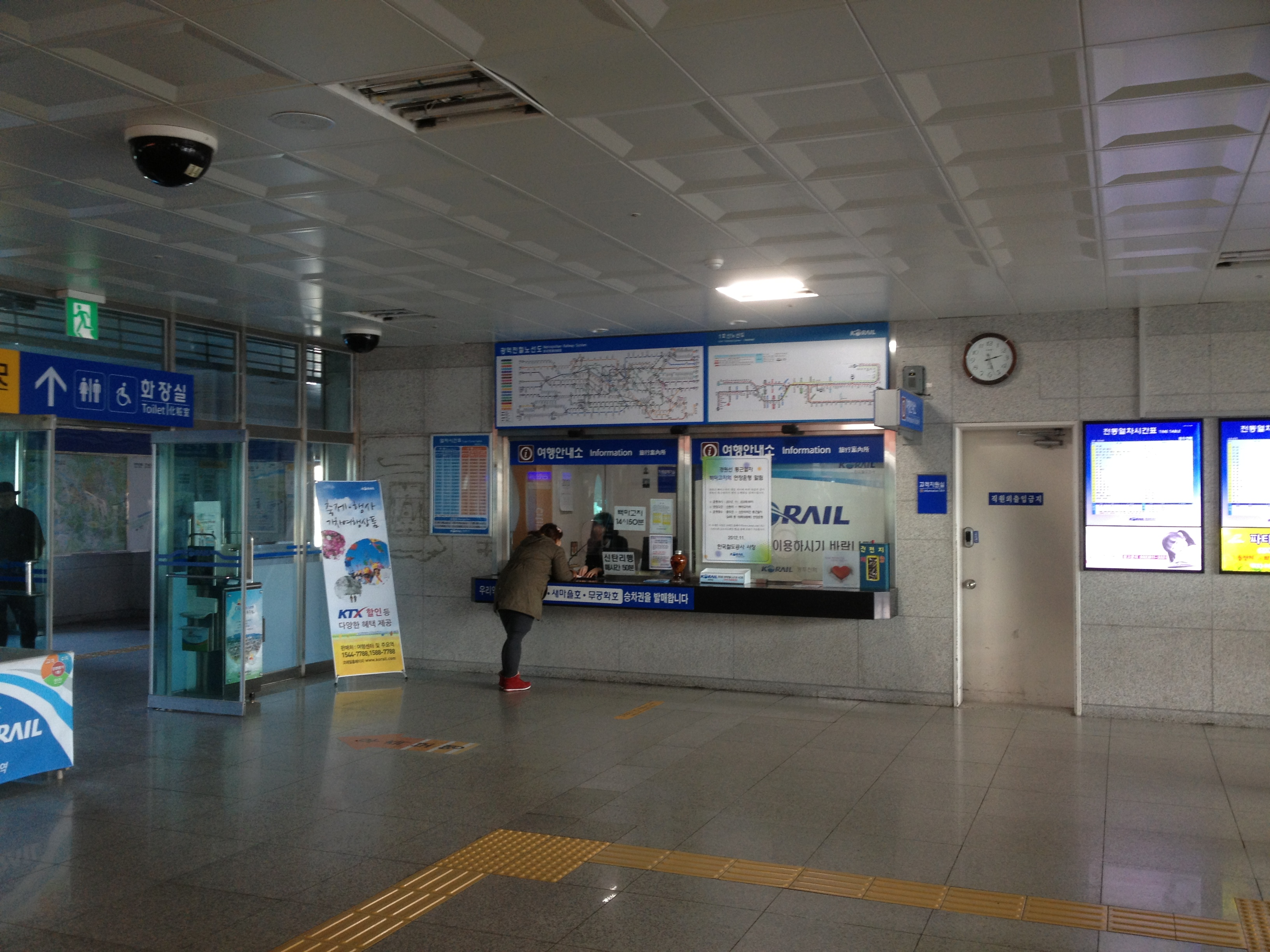
매표창구
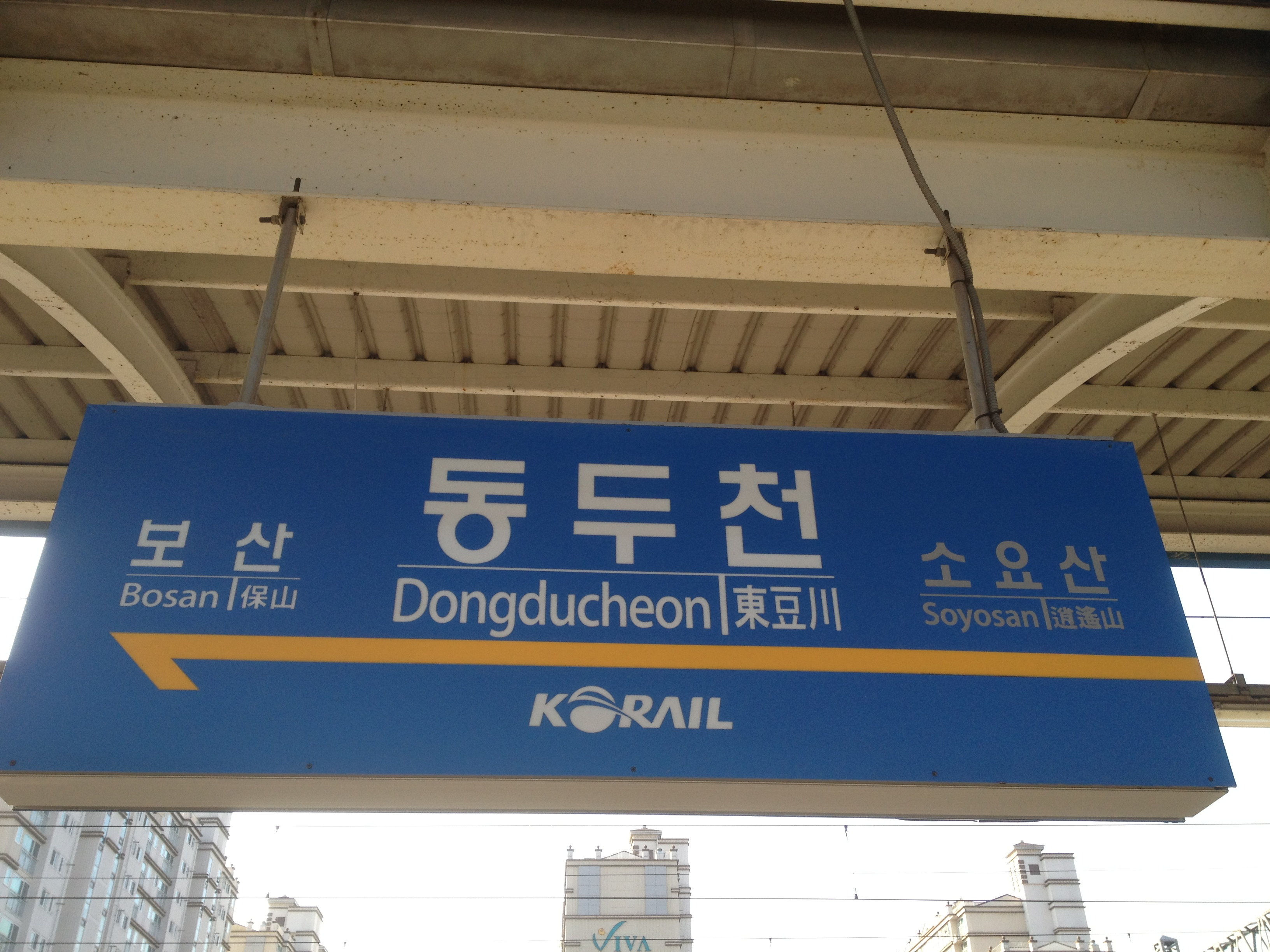
역명판 (일반열차 경원선)